# Dar"ja Kravec'
Dar"ja Dmytrivna Kravec' (in ucraino Дар'я Дмитрівна Кравець?; Donec'k, 21 marzo 1994) è una calciatrice ucraina, difensore del Mura e della nazionale ucraina.

## Palmarès

### Club
- Campionato kazako femminile: 3

BIIK Kazygurt: 2016, 2017, 2018
- Coppa del Kazakistan femminile: 3

BIIK Kazygurt: 2016, 2017, 2018